# Charles Pierre François Augereau
Charles Pierre François Augereau (Faubourg Saint-Marceau, 1757. október 21.  –  Párizs, 1816. június 12.) francia marsall a napóleoni háborúk idején.

## Élete és pályafutása

### Korai évek
Pierre Augereau Faubourg Saint-Marceau-ban (Párizs része) született egy párizsi gyümölcsárus fiaként és tizenhét évesen lépett be a karabélyos ezredbe. Hírhedt kardforgatóként és párbajhősként jegyezték, de kénytelen volt elmenekülni Franciaországból, mivel egy tisztet egy csetepatéban megölt. Szolgált az orosz hadseregben a törökök ellen, de utána megszökött Poroszországba és besorozták testőrnek. Dezertált és elérte Szászország határát. Szolgált a nápolyi hadseregben és Portugáliába került 1788–1791-es években, de a francia forradalom eseményei hatására visszatért Franciaországba.

### A forradalmi háborúk idején

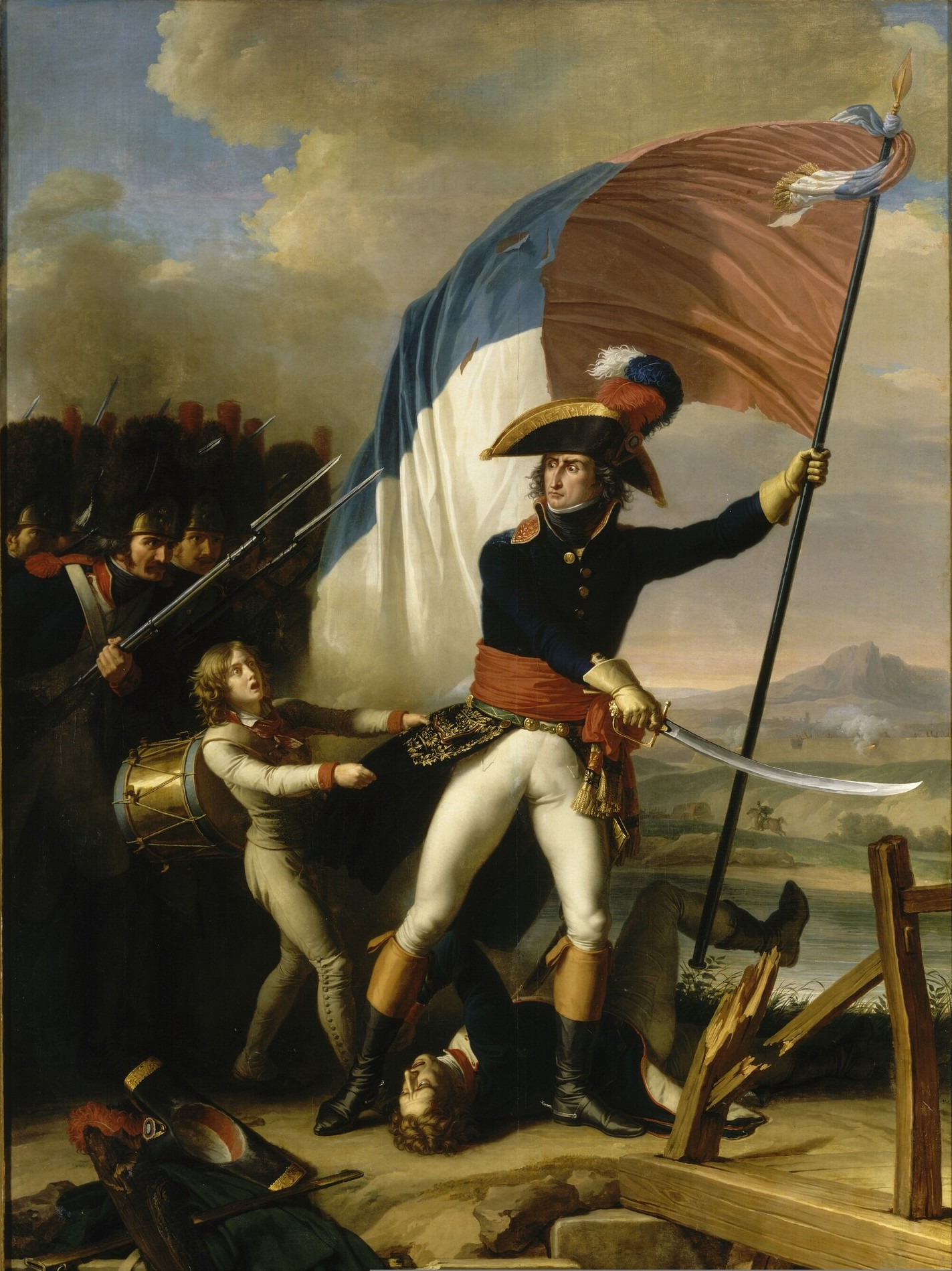
Charles Thévenin – Augereau Arcole hídjánál

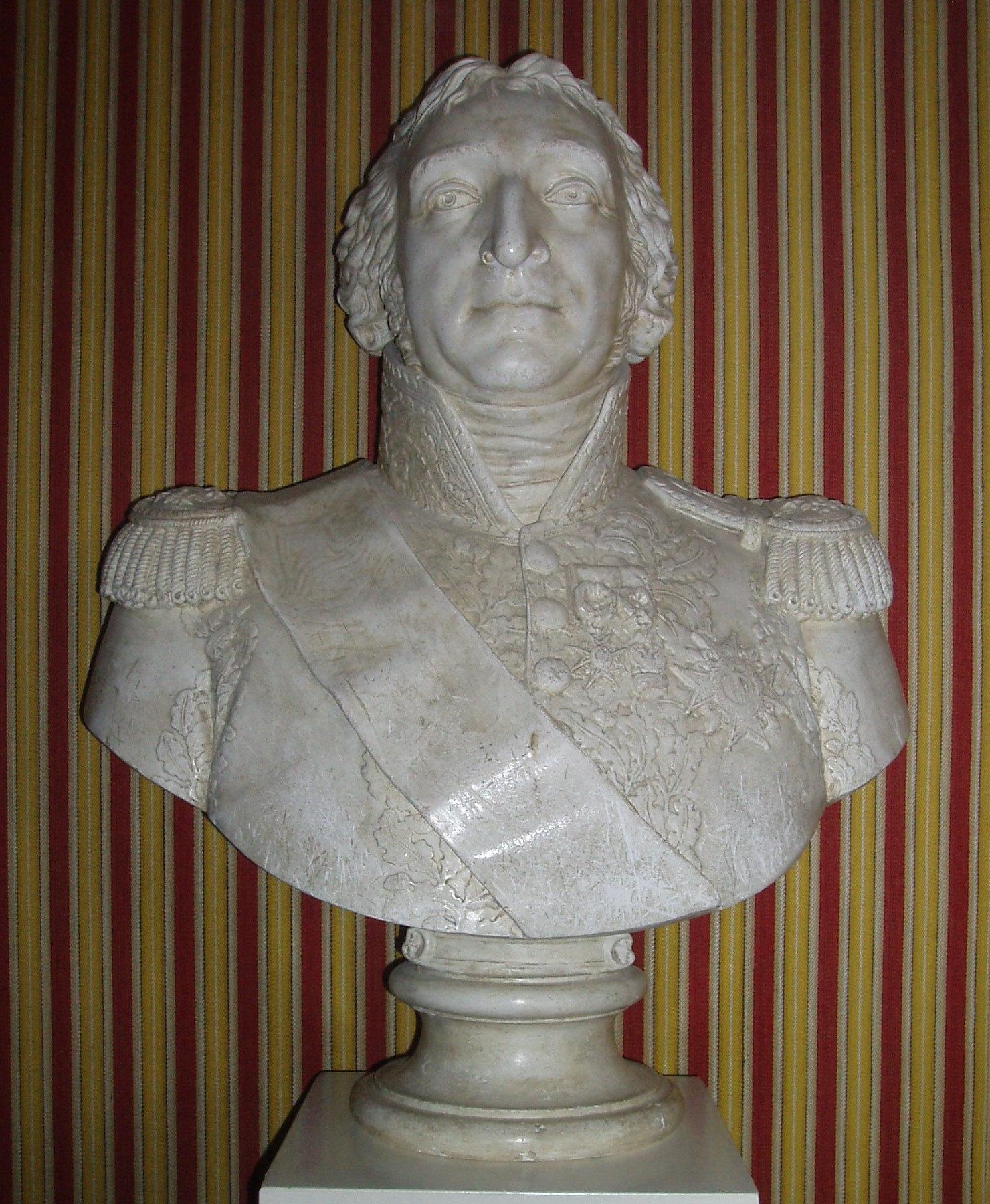
Augereau mellszobra a blois-i kastélyban

Királypárti lázadók ellen harcolt Vendée-ben, majd csatlakozott a spanyolok elleni csapatokhoz délen. Ott is gyorsan lépett előre a ranglétrán, 1793. december 23-án hadosztály tábornok lett. A hadosztálya kitüntette magát az itáliai hadseregben, amikor Bonaparte Napóleon tábornok parancsnoksága alatt részt vett a millesimói csatában (1796)-ban és Cosseria várának ostrománál (1796. április 14-én).
Marcellin de Marbot tábornok írta le bátorságát, még magánál, Napóleonnál is többre tartotta a zűrzavaros helyzetben. Bár Marbot emlékirata a legmegbízhatóbb forrás, de mindenesetre Bonaparte tábornok vitathatatlan stratégiai fölénye tette győzelmét lehetővé Castiglione-nél. Bonaparte így foglalta össze Augereau katonai tulajdonságait: „Van benne elég karakter, bátorság, határozottság, aktivitás; hozzáedződött a háborúhoz, nagyon tetszik a katonáknak, szerencsés a tevékenységében.”
1797-ben Bonaparte tábornok őt küldte Párizsba, hogy ösztönözze a direktóriumot. Augereau és az általa vezetett csapatok kényszerítették rá a „mérsékeltek”-re és a tanácsra a puccsot 1797. fructidor 18-án (szeptember 4.) Akkor küldték a francia erők parancsnokaként Németországba.
Augereau kis részt vállalt brumaire-i puccsban (1799. november), és nem igazán tüntette ki magát a rajnai hadjáratban. Mindazonáltal, mivel Bonaparte szerencséjének kovácsa volt, az első Francia Császárság létrejöttének legelején kapta meg a marsallbotot (1804. május 19.).

### A napóleoni háborúk idején
Augereau irányította a bresti tábort, Normandiában, az Anglia elleni invázió előkészítése alatt. Amikor Napóleon feladta inváziós terveit, Ausztria és Oroszország támadásának egyre növekvő veszélye miatt, ez a tábor lett a Grande Armée VII. hadteste.
Augereau és hadteste védte a hadsereg kommunikációs vonalait a harmadik koalíciós háború ideje alatt. Ő is harcolt Konstanznál és Bregenznél.
A negyedik koalíciós háború idején újra a VII. hadtest vezetője lett, a jénai csatában különösen fontos szerepet játszott, ahol a balszárnyon küzdött.
1807 elején lázas beteg lett, az eylaui csatában (1807. február 7.) támogatni kellett a lovon, hogy le ne essen róla, de hadtestét a szokásos bátorságával irányította. A hadteste szinte megsemmisült, és ő maga is megsebesült, mert nem elég gyorsan tudta elhagyni a csatát.
Castiglione hercege lett 1808. március 19-én. Tényleges hűbérbirtok nélküli, üres címet kapott. Az örökletes címet, Castiglione hercegének rangját utódai viselhették a család kihalásáig, 1915-ig.
Katalóniába küldték, ahol győzött, de patinás nevén kegyetlenkedései foltot ejtettek. Az 1812-es oroszországi és az 1813-as szászországi hadjáratban magatartása alig volt több, mint középszerű. A lipcsei csata előtt (1813 október), Napóleon megrótta, hogy ő már nem az az Augereau, aki Castiglionénál harcolt, amire azt válaszolta: „Add vissza a régi katonáimat az itáliai hadseregből, és megmutatom neked, hogy én vagyok.”
1814-ben a lyoni hadsereg parancsnokaként azzal vádolták meg, hogy hűtlenné vált, és megállapodást kötött az osztrák támadókkal.
Ezután, a Bourbon-restauráció idején XVIII. Lajos francia király szolgálatába állt, de miután Napóleon visszatért, a száz nap alatt vele tartott. A császár visszavonta vádjait, hogy ő árulta volna el Franciaországot 1814-ben.
Napóleon végső veresége után a trónjára visszatérő XVIII. Lajos megfosztotta Augereau-t katonai címétől és nyugdíjától. A lefokozott tábornagy La Houssaye-i birtokán hunyt el, 1816. június 12-én. A párizsi Père-Lachaise temetőben temették el.

## Fordítás
- Ez a szócikk részben vagy egészben  a   Pierre Augereau című angol Wikipédia-szócikk fordításán alapul.  Az eredeti cikk szerkesztőit annak laptörténete sorolja fel. Ez a jelzés csupán a megfogalmazás eredetét és a szerzői jogokat jelzi, nem szolgál a cikkben szereplő információk forrásmegjelöléseként.